# عين النبي أيوب
عين النبي أيوب هي عين مياه تقع في بلدة حلحول من محافظة الخليل، وبالقرب من مسجد النبي يونس مسافة 500 متراً الى الشمال الشرقي. ولها قدسية نسبة إلى النبي أيوب عليه السلام.

## منبعها ومسارها
تنبع هذه العين من وسط جبلي مرتفع، وتسري في نفق على شكل قناة مبنية من الحجارة، وطولها حوالي عشرة أمتار، لتصل إلى المصب. وهو عبارة عن مسطح صخري صغير تظهر عليه نتوءات، أولها فتحة دائرية صغيرة تتجمع فيها المياه، وهي عبارة عن تجويف حدث بفعل العوامل الطبيعية، ويعرف من قبل المواطنين المحلين بأنه أثر لرأس النبي أيوب. وأمامه نتوء صغير يُعرَف بأنه عصا النبي أيوب. وبالقرب منه يوجد تجويف يشبه آثار قدم، يُعرّف بأنه خبطة رجل النبي أيوب.

## استخدامها
تتدفق مياه العين لتتجمع في بئر إسمنتي يعود لأسرة من عائلة البربراوي، ومنه يتم سحب المياه كهربائياً لري الأراضي الزراعية التي تقدر بمساحة أربعة دونمات. يتم زراعتها على مدار العام بمنتجات مختلفة، مثل القرنبيط، والفاصولياء، والبندورة، وغيرها.
وتشهد منطقة العين نمواً عمرانياً ملحوظاً، أدى إلى بناء مسجد في عام 2000، أطلق عليه اسم مسجد النبي أيوب. كما تم افتتاح طريق التفافي آخر قرب العين، وذلك بعد إغلاق شارع القدس-الخليل المؤدي إلى حلحول من قبل سلطات الاحتلال.

## قدرتها الشفائية
هناك اعتقادات تتعلق بقدرة مياه هذه العين على شفاء العديد من الأمراض الجلدية مثل الصدفية، والجدري. وذلك لأنها ساهمت في شفاء النبي أيوب نفسه من أمراضه المتعددة التي تحدثت عنها القصص الدينية. ويأتي إلى العين أناس من مختلف المناطق الفلسطينية، لاستغلال الميزات الشفائية لمائها، فيغتسلون بها. وليس من النادر رؤية المريض وهو يضع غطاءً أو شادراً على موقع العين، حتى يتمكن من الاستحمام بمائها بعيداً عن أعين المتلصصين.